# 开放存取学术出版社协会
开放存取学术出版社协会（Open Access Scholarly Publishing Association；OASPA）是一个由开放获取期刊和图书出版商组成的非营利性行业协会。

## 历史
OASPA于2008年10月14日在由惠康基金会主办的伦敦“开放获取日”（Open Access Day）庆祝活动中启动。以下组织是创始成员： 
- BioMed Central
- Co-Action Publishing
- Copernicus Publications
- Hindawi Publishing Corporation
- JMIR Publications
- Medical Education Online
- Public Library of Science
- Sage Publications
- SPARC Europe
- 乌特勒支大学图书馆

## 批评
OASPA由于其角色与自身成员身份之间的冲突而产生了一些争议。比如其成员组织Frontiers Media已被列入杰弗里·比尔的掠奪性開放獲取出版公司名单。另外两名成员组织Hindawi和MDPI也被指具有掠夺性，但在向比尔的雇主施加压力后从名单中删除。OASPA 还被批评以可能以牺牲绿色开放获取为代价的方式推广金色开放获取。

## 活动
OASPA每年组织一次开放获取学术出版会议。
OASPA鼓励出版商使用知识共享许可，特别是CC-BY。